# 詹姆斯·谢泼德
约翰·詹姆斯·谢泼德（英語：John James Shepherd，1884年6月2日—1954年7月9日），英国男子拔河运动员。他曾代表英国参加1908年、1912年和1920年夏季奥林匹克运动会拔河比赛，获得二枚金牌和一枚银牌。